# Chuck Hughes
Charles Frederick Hughes, detto Chuck (Filadelfia, 2 marzo 1943 – Detroit, 24 ottobre 1971), è stato un giocatore di football americano statunitense che ha giocato nel ruolo di wide receiver nella National Football League (NFL). È l'unico giocatore della storia della NFL ad essere deceduto in campo.

## Carriera
Hughes fu scelto dai Philadelphia Eagles nel corso del quarto giro del Draft NFL 1967, rimanendovi per tre stagioni prima di essere scambiato coi Detroit Lions alla vigilia della stagione 1970. Malgrado fosse classificato come ricevitore, giocò principalmente con gli special team. In cinque anni di carriera ricevette solamente 15 passaggi.

## Morte
Il 24 ottobre 1971 mentre stava giocando per i Detroit Lions, Hughes subì un fatale attacco di cuore durante i minuti finali della gara contro i Chicago Bears al Tiger Stadium di Detroit. Aveva appena percorso una traiettoria per ricevere un passaggio anche se non fu parte dell'azione, che risultò un passaggio incompleto per il tight end dei Lions Charlie Sanders. Stava correndo per tornare nella mischia quando si accasciò sulla linea delle 15 yard dei Bears senza essere stato toccato. Inizialmente alcuni ritennero stesse fingendo un infortunio per fermare il cronometro, ma quando il linebacker dei Bears Dick Butkus chiamò disperatamente aiuto in campo, divenne evidente che si trattava di un serio problema. La partita, vinta dai Bears 28-23, terminò quasi nel silenzio. I suoi compagni furono avvisati della morte mentre stavano per lasciare lo stadio. Hughes, come si scoprì, soffriva di un avanzato stadio di arteriosclerosi. L'autopsia rivelò che le sue arterie coronariche erano per il 75% ostruite. La sua famiglia inoltre aveva una storia di episodi cardiaci. Hughes fu sepolto a San Antonio, Texas, e tutti i suoi 40 compagni ai Lions parteciparono al funerale, incluso il capo-allenatore Joe Schmidt.
I Lions ritirarono il suo numero, l'85, in suo onore, e assegnano annualmente a suo nome il premio al giocatore più migliorato della stagione.

## Palmarès
- Numero 85 ritirato dai Detroit Lions

## Statistiche
| Yard ricevute | 285 |
| Touchdown     | 0   |